# Blaesodactylus boivini
Blaesodactylus boivini är en ödleart som beskrevs av Duméril 1856. Blaesodactylus boivini ingår i släktet Blaesodactylus och familjen geckoödlor. IUCN kategoriserar arten globalt som sårbar. Inga underarter finns listade.
Arten förekommer med två populationer på norra Madagaskar. Honor lägger ägg.